# 北海道エアポート
北海道エアポート株式会社（ほっかいどうエアポート、英: Hokkaido Airports Co., Ltd.）は、北海道内主要7空港の運営を目的に設立された株式会社。

## 概要
2018年5月に北海道内主要7空港の一括運営委託先を募集し、2019年7月に北海道空港株式会社を中心とした「北海道エアポートグループ」が優先交渉権者に決定。空港管理者の国土交通省・旭川市・帯広市・北海道と基本協定を締結し8月23日に会社を設立。
路線拡大にあたっては後述のターミナル施設の拡大や、外国人誘客策として新規国際線に1年目は全額・2年目から4年目は75%の着陸料減免、国際線受け入れの課題となっている地上支援業務を強化すべく「グランドハンドリング課」「給油課」を設け機材調達や人員の調整を担うこととしている。
会社ロゴは無限の可能性を持つ北の空や北海道の雪や氷をイメージした「ノースブルー」を基調色とし、「Hokkaido Airports」の右上にあしらわれた七光星（七稜星）は北海道のシンボルと7つの空港を示し「7つの空港と地域の可能性を結ぶことで北海道全体を輝かせていきたい」という思いが込められている。

## 株主
| 株主名               | 持株数    | 持株比率 |
| -------------------- | --------- | -------- |
| 北海道空港           | 1,528,200 | 20.60%   |
| 三菱地所             | 1,113,000 | 15.00%   |
| 東急                 | 0742,000  | 10.00%   |
| 日本政策投資銀行     | 0742,000  | 10.00%   |
| 北洋銀行             | 0371,000  | 05.00%   |
| 北海道銀行           | 0371,000  | 05.00%   |
| 北海道電力           | 0371,000  | 05.00%   |
| サンケイビル         | 0371,000  | 05.00%   |
| 日本航空             | 0371,000  | 05.00%   |
| ANAホールディングス  | 0371,000  | 05.00%   |
| 三井不動産           | 0371,000  | 05.00%   |
| 三菱商事             | 0371,000  | 05.00%   |
| 岩田地崎建設         | 074,200   | 01.00%   |
| 道新サービスセンター | 074,200   | 01.00%   |
| 電通グループ         | 074,200   | 01.00%   |
| 大成コンセッション   | 074,200   | 01.00%   |
| 損害保険ジャパン     | 030,000   | 00.40 %  |

## 子会社
- 千歳空港給油施設[4]

過去の子会社
- 新千歳空港ターミナルビルディング[11]（2020年10月1日吸収合併[12]）
- 稚内空港ビル[11]（2021年10月1日吸収合併[13]）
- 釧路空港ビル[11]（同上[13]）
- 帯広空港ターミナルビル[11]（同上[13]）
- 女満別空港ビル[11]（同上[13]）
- 旭川空港ビル[11]（2022年4月1日吸収合併[14]）
- 札幌国際エアカーゴターミナルビル[11]（同上[14]）
- 函館空港ビルデング[11]（同上[14]）

## 運営空港
設立当初は各空港の特性や課題や潜在的旅客需要を踏まえ、以下の戦略的位置付けを設け集客や路線誘致を行い「グローバルゲートウェイ」「広域ゲートウェイ」「地域ゲートウェイ」の3段階の位置付け規模と各空港毎に「ショーケースコンセプト」を設定し地域の特性を活かした魅力発信を目指し当初計画では新千歳空港に約2950億円・その他6空港に約1300億円を投資し、このうち初年度2020年度から5年間で約1000億円を集中投資し国際旅客ビルや駐機場を整備、2030年を目標に全空港でのゲートウェイ機能を整備し、道外空港との連携も図り観光客誘致を図るとしていた。
2024年の目標数は主に新千歳空港にて2017年度比で旅客数を1.2倍の2783万人・路線数を1.4倍の65路線等としていたが、2020年5月には新型コロナウイルスの影響に伴う航空需要の減少により、テナント・着陸料収入の減収が避けられないとして2024年の旅客目標数の下方修正や集中投資計画の見直しと、路線・便数の新型コロナウイルス前の水準への回復を最大目標とすることを表明し、2020年9月時点では北海道内の旅行需要の完全回復を2026年頃と想定していた。2022年時点で国際線施設への投資は凍結されており目標を定めず先送りを検討するとしている。
| 設置       | 管理       | 空港       | 位置付け   | 誘致する路線                                                              | コンセプト           | 将来像                                                                                       |
| ---------- | ---------- | ---------- | ---------- | ------------------------------------------------------------------------- | -------------------- | -------------------------------------------------------------------------------------------- |
| 国土交通省 | 国土交通省 | 新千歳空港 | グローバル | - 国際：欧米豪方面・アジア圏ローカル都市 - 国内：三大都市圏空港・地方都市 | 北海道ショーケース   | 北海道全体の航空ネットワークの 拡大と、観光市場の成長を牽引する リーディングゲートウェイ     |
| 国交省     | 旭川市     | 旭川空港   | 広域       | - 国際：東・東南アジア首都 - 国内：三大都市圏空港                         | アウトドア・ビレッジ | 旭川・大雪・富良野等の 世界屈指の山岳・スノーリゾートや 道内各地への広域周遊観光ゲートウェイ |
| 国交省     | 国交省     | 函館空港   | 広域       | - 国際：東・東南アジア首都 - 国内：三大都市圏空港                         | レトロ・モダン       | 北海道新幹線とのアクセス強化による 道南・東北No.1の広域周遊観光ゲートウェイ                  |
| 国交省     | 国交省     | 釧路空港   | 地域       | - 国際：東アジア首都 - 国内：三大都市圏空港                               | ウォータースケープ   | 釧路・阿寒のアドベンチャーツーリズム・ ひがし北海道広域周遊のゲートウェイ                    |
| 国交省     | 帯広市     | 帯広空港   | 地域       | - 国際：東アジア首都 - 国内：三大都市圏空港                               | アグリフードガーデン | フードバレーとかちや ひがし北海道広域周遊観光のゲートウェイ                                  |
| 北海道     | 北海道     | 女満別空港 | 地域       | - 国際：東アジア首都 - 国内：三大都市圏空港                               | 比類なき大自然       | オホーツクの比類なき大自然や ひがし北海道広域周遊観光のゲートウェイ                          |
| 国交省     | 国交省     | 稚内空港   | 地域       | - 国際：東アジア首都 - 国内：三大都市圏空港                               | 大自然のパノラマ     | 利尻・礼文等の地域観光資源への アクセスを担い、地域の経済・生活を 支えるゲートウェイ         |

## 沿革
前史
- 1961年（昭和36年）10月30日 - 北海道空港設立。
- 1970年（昭和45年）6月27日 - 函館空港ビルデング設立[18]。
- 1972年（昭和47年）7月8日 - 釧路空港ビル設立[18]。
- 1978年（昭和53年）12月14日 - 帯広空港ターミナルビル設立[18]。
- 1980年（昭和55年）12月10日 - 旭川空港ビル設立[18]。
- 1983年（昭和58年）10月1日 - 女満別空港ビル設立[18]。
- 1985年（昭和60年）12月24日 - 稚内空港ビル設立[18]。
- 1986年（昭和61年）7月15日 - 札幌国際エアカーゴターミナル設立[18]。
- 2016年（平成28年）
  - 5月18日 - 国土交通省・北海道による「北海道における空港経営改革に関する協議会」第1回を開催、空港民営化の諸課題を議論する[19]。
  - 6月14日 - 国土交通省が「道内空港の運営に関する検討会議」にて北海道内の国管理4空港民営化の方針・スケジュールを公表[20]。
- 2017年（平成29年）
  - 6月8日 - 道内主要7空港を管理する国土交通省・北海道・帯広市・旭川市が民間への運営権委託についての基本原則に合意[21]。
  - 7月1日 - 北海道空港が新千歳空港ターミナル事業を「新千歳空港ターミナルビルディング」に分社化。
  - 7月31日 - 9月11日 - 北海道内7空港特定運営事業の投資意向調査を実施[22]。
- 2018年（平成30年）
  - 4月25日 - 国土交通省・旭川市・帯広市・北海道が北海道内7空港民間運営委託の募集要項を策定[5]。基本事業期間を33年、運営権対価を30年計720億円とする。
  - 8月16日 - 運営権委託先の募集を締め切り、以下の4グループが応募[23]。
    - Sky Seven（代表：東京建物・構成企業：パリ空港公団・東武鉄道・東武トップツアーズ・加森観光）
    - 北海道エアポートグループ（代表：北海道空港・構成企業：三菱地所、東京急行電鉄、日本政策投資銀行他全16社）
    - ORIX・VINCI Airportsコンソーシアム（代表：オリックス・構成企業：ヴァンシ・エアポート）
    - Hokkaido Airports International（代表：チャンギエアポートインターナショナル・構成企業：GIC Infra Holdings、オリエンタルコンサルタンツ他全5社）

  - 9月12日 - 7空港運営権委託先一次審査結果を発表。Sky Seven、北海道エアポートグループ、ORIX・VINCI Airportsコンソーシアムを選定。
  - 12月 - ORIX・VINCI Airportsコンソーシアムが台風21号で被害を受けた関西国際空港の災害対策強化を理由に二次審査を辞退[24]。
- 2019年（令和元年）
  - 7月3日 - 7空港運営権委託先二次審査結果を発表、優先交渉権者に北海道エアポートグループを選定[6][23]。
  - 8月9日 - 北海道エアポートグループが空港管理者4者と基本協定を締結[7]。

設立後
- 2019年
  - 8月23日 - 北海道エアポート株式会社設立[7]。
  - 10月31日 - 空港管理者4者と実施契約を締結[7]。
- 2020年（令和2年）
  - 1月15日 - 運営7空港のターミナル運営を移管、運営会社8社を子会社化[11]。
  - 5月12日 - 千歳空港給油施設を子会社化[25]。
  - 6月1日 - 新千歳空港全体の運営事業を開始[26]。
  - 6月1日～7月 - 新型コロナウイルス下での航空貨物維持を目的に、新千歳空港発着の国際貨物チャーター便への着陸料等全額補助を実施[27]。
  - 6月16日 - 北海道・北海道観光振興機構と連携し新型コロナウイルス経済対策を目的とした道内観光促進キャンペーン「HOKKAIDO LOVE!」を開始。（2023年終了）
  - 10月1日 - 旭川空港全体の運営事業を開始、新千歳空港ターミナルビルを吸収合併。
  - 10月17日 - 12月31日：運営7空港合同の連携イベント「7 Airport Fes」第一回を展開。新千歳・旭川・女満別空港でのイベントや[28]、道内厳選食材のクラウドファンディング方式での販売を展開[29]。
- 2021年（令和3年）
  - 3月1日 - 函館空港・釧路空港・帯広空港・女満別空港・稚内空港全体の運営事業を開始[30]、新千歳空港に地方6空港を遠隔管理する「北海道オペレーションセンター」を設置。
  - 9月28日 - 仁川国際空港公社と「北海道内7空港・仁川国際空港線の利用促進等に関する業務協約」を締結、共同マーケティングや航空運送・空港運営業務等に関する情報交換を目指す[31]。
  - 10月1日 - フジドリームエアラインズと「チャーター便増加に向けた連携協定」を締結[32]。稚内空港ビルなど4社を吸収合併[13]。
  - 11月18日 - 宇宙航空研究開発機構と「航空安全技術の研究開発促進に係る連携協定」を締結、気象影響防御技術や雪氷モニタリングシステムの開発や実証実験を管理7空港とともに実施[33]。
- 2022年（令和4年）
  - 3月31日 - 資本金を1億円に減資、中小企業扱いとし税優遇を図る[34]。
  - 4月1日 - 旭川空港ビルなど3社を吸収合併[14]。
- 2023年（令和5年）
  - 11月 - 2030年を目標とした新経営目標「HAP2030ビジョン」を策定、「ともに創る、北の空と大地の未来」をスローガンに安全安心・7空港連携・お客様に喜ばれる空港・地域との共生（二次交通・観光）・イノベーション（DX・GX）・サステナビリティ（SDGs）・人と絆（多様性とチームワーク）の7つの視点から北方圏の空港運営のリーディングカンパニーを目指すとした[35][36]。
- 2024年（令和6年）
  - 11月6日 - 札幌市・札幌丘珠空港ビルと丘珠空港の利用促進を目的に「航空ネットワーク利用促進に関する連携協定」を締結[37]。
- 2025年（令和7年）
  - 2月26日 - 運営7空港のウェブサイトデザイン統一を完了[38]。
  - 3月6日 - 新千歳空港の札幌国際エアカーゴターミナル施設についてIATAの生鮮品輸送認証「CEIV Fresh」を取得、空港運営会社としては世界初の取得となる[39]。

## 提供番組
- Attractive Hokkaido（FM NORTH WAVE 2021年4月 - 2024年3月）
- 気ままなみちゅバチ占い（北海道文化放送 2024年11月 - ）